# Drežnica (Chorwacja)
Drežnica – wieś w Chorwacji, w żupanii karlowackiej, w mieście Ogulin. W 2011 roku liczyła 516 mieszkańców.